# Кривенко Костянтин Євгенович
Кривенко Костянтин Євгенійович — з 19 березня 2014 року перший віце-президент Української фінансової асоціації, 2013 р. - генеральний директор українського державного підприємства поштового зв'язку «Укрпошта» з червня 2013 року. З грудня 2011 р. по червень 2013 р. — член Національної комісії з цінних паперів та фондового ринку.

## Ранні роки і освіта
Народився 7 березня 1976 року в місті Донецьк. У 1997 році Костянтин Євгенійович здобув вищу освіту в Донецькому державному комерційному інституті за напрямом «Менеджмент у виробничій сфері», спеціальність — менеджер-економіст.
У 2006 році захистив кандидатську дисертацію. Присвоєно науковий ступінь — кандидат економічних наук.

## Кар'єра
Має 13 років стажу роботи на керівних посадах підприємств. Попереднє місце роботи — УДППЗ "Укрпошта",Національна комісія з цінних паперів та фондового ринку. Є Головою наглядової ради Національного депозитарію України. Член наглядової ради ПАТ «Державний Земельний банк». 17.06.2013 призначений генеральним директором УДППЗ «Укрпошта».